# Steve Grand
Steve Grand (Lemont, 28 febbraio 1990) è un cantante statunitense.
Divenne improvvisamente una celebrità di Internet e il video musicale del suo primo successo "All-American Boy" divenne virale su YouTube in meno di una settimana nel luglio 2013. Questa improvvisa sovraesposizione fece approdare Grand su Good Morning America, CNN e altri media nazionali. Oltre a essere un musicista, Grand è diventato una figura attiva nel movimento per l'uguaglianza LGBT. Ha pubblicato il suo album di debutto intitolato All American Boy tramite una campagna di finanziamento pubblico Kickstarter. L'album successivo Not the End of Me è stato pubblicato nel 2018.

## Biografia
Grand è cresciuto a Lemont in Illinois, all'interno di una famiglia cattolica. Dopo aver fatto coming out con i suoi genitori, ha seguito una terapia psicologica correttiva per cinque anni prima di abbandonarla e accettare la propria omosessualità
. Prima di intraprendere la carriera di cantante, ha lavorato come modello sotto diversi pseudonimi, apparendo anche sulla copertina della rivista australiana DNA magazine nel 2011. Ha suonato il piano in diverse chiese nell'area di Chicago e anche in diversi club, fra cui The Joynt a Chicago, dove si esibiva cantando cover di Lady Gaga, Bruno Mars, One Direction e Journey, che poi pubblicava anche sul suo canale youtube con lo pseudonimo "Steve Starchild".
Nel 2013 decide di provare a produrre materiale originale, e registra il brano country All-American Boy che racconta la storia di un ragazzo innamorato di un amico eterosessuale. Grand investì i suoi risparmi (circa 7.000 dollari) per la realizzazione del video musicale; il video, che unisce tipiche della musica country (strade di campagna, bandiera americana, amici attorno a un falò) accostate a un amore omosessuale, fu caricato su YouTube il 2 luglio diventando rapidamente virale, con oltre un milione di visualizzazioni in soli otto giorni. Grand balzò all'attenzione dei media, che lo definirono il “primo cantante country maschio apertamente gay”,, anche se questa affermazione non era vera ed è smentita dallo stesso Grand. 
Il 18 luglio Grand ha fatto il suo debutto in televisione, eseguendo All-American Boy nel programma Windy City Live prodotto dalla WLS-TV, a cui fecero seguito la partecipazione a Good Morning America sulla ABC e sulla CNN.
Il 6 settembre 2013 Grand ha pubblicato  il suo secondo singolo Stay, seguito da Time nel 2014. Lo stesso anno annuncia una campagna di finanziamento pubblico su Kickstarter per finanziare la pubblicazione del suo album, che raggiunse l'obiettivo originale di 81.000 dollari il giorno stesso del lancio e un totale di 326.593 dollari da 4.905 finanziatori. L'album, intitolato All-American Boy, è stato pubblicato il 24 marzo 2015, e distribuito dal Brody Distribution Group e da RED Distribution, una divisione della Sony Music. ha debuttato al n. 47 della Billboard 200 e al n. 3 della classifica degli album indipendenti, vendendo 10.000 copie nella prima settimana
Il 20 giugno 2014 ha suonato alla cerimonia inaugurale del WorldPride 2014 a Toronto assieme a Melissa Etheridge, Deborah Cox, e Tom Robinson.. Nel 2015 si è esibito al Pride festival a Graz. e all'Europride a Riga. Nel marzo 2016, pubblica il singolo Look Away assieme al cantautore Eli Lieb.
Nel 2017 si è esibito al Gay Mardi Gras a Sydney e al Gay Pride di Tampa.
Il suo secondo album, Not the End of Me, è stato pubblicato il 6 luglio 2018 ed è entrato alla posizione numero 10 della Billboard independent charts nella settimana del 21 luglio.
Nel 2019 ha fondato l'azienda di biancheria intima e bikini da uomo Grand Axis, nella quale ricopre anche il ruolo di direttore creativo e modello, a cui si è dedicato lasciando in secondo piano la carriera musicale.

## Discografia
Album in studio
- 2015 - All American Boy
- 2018 - Not The End Of Me

Singoli
- 2013 - All American Boy
- 2013 - Stay
- 2014 - Back to California
- 2014 - Time
- 2016 - We Are the Night (Dave Audé Remix)
- 2016 - Look Away (con Eli Lieb)